# Mark E. Kelly
Mark Edward Kelly (født 27. februar 1964 i Orange, New Jersey) er NASA-astronaut og har fløjet to rumfærge-missioner som pilot og en som kaptajn. Siden december 2020 er han senator for delstaten Arizona.
Mark Kellys tvillingebror Scott Kelly er også astronaut hos NASA. Mark Kelly er gift med kongresmedlemmet Gabrielle Giffords, der blev skudt i hovedet under et politisk møde i 2011. 
- Mark Kelly
- Scott Kelly